# Abbazia di San Pietro ad Oratorium
L’abbazia di San Pietro ad Oratorium è un'abbazia benedettina che si trova nel comune di Capestrano in provincia dell'Aquila, dichiarata monumento nazionale nel 1902. Dal dicembre 2014 il Ministero per i beni e le attività culturali la gestisce tramite il Polo museale dell'Abruzzo, nel dicembre 2019 divenuto Direzione regionale Musei.

## Storia

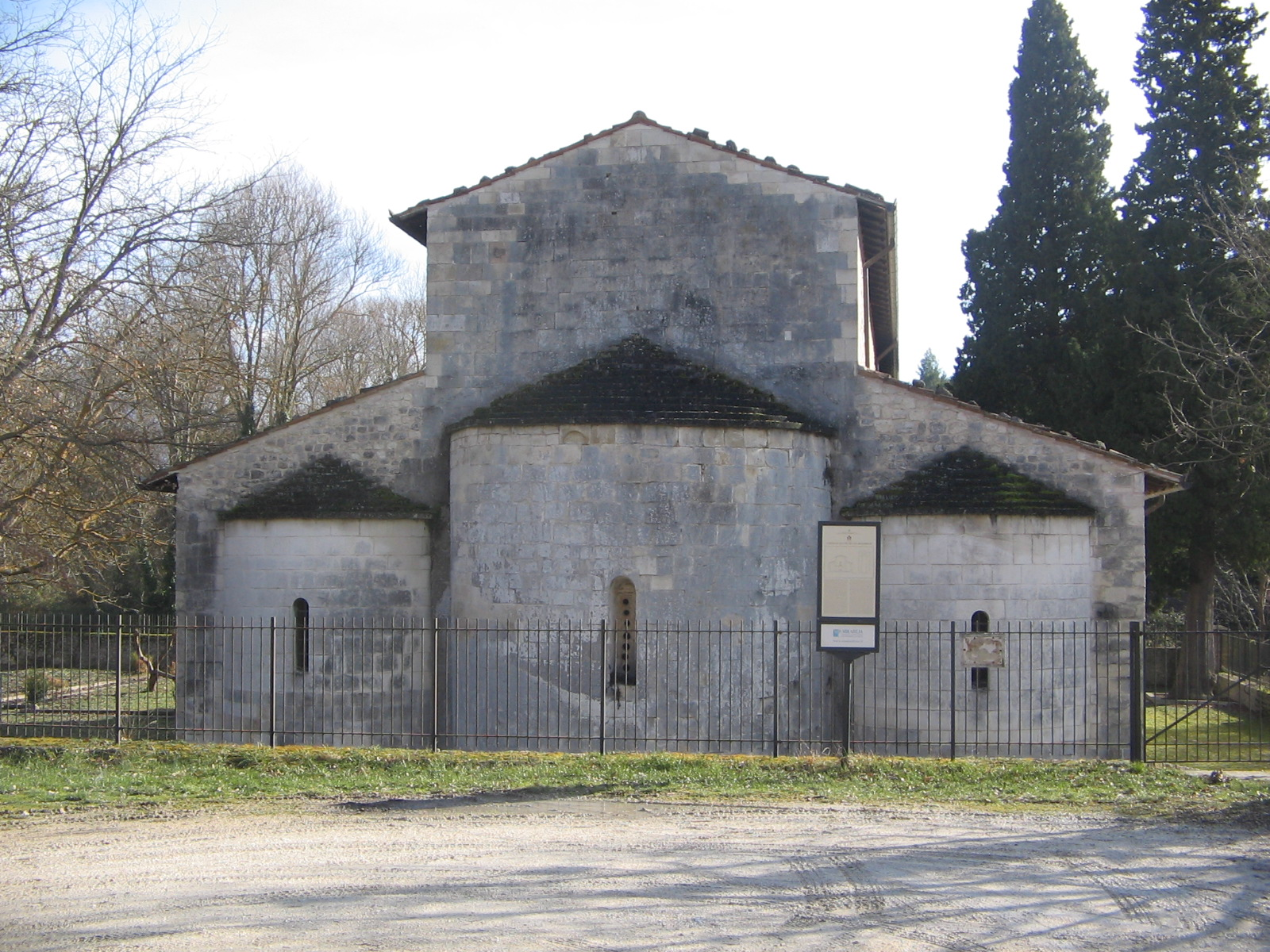
Absidi

L'abbazia di San Pietro ad Oratorium è nata come dipendenza dell'Abbazia di San Vincenzo al Volturno. Col nome di "San Pietro in Trite" venne fondata da Desiderio nell'VIII secolo e venne ricostruita in stile romanico tra la fine dell'XI e l'inizio del XII secolo, come testimoniato dall'iscrizione sull'architrave del portale:
I promotori del suo rinnovamento furono i due successivi rettori Gherardo e Benedetto ed il monaco Antonio, mentre fu consacrata ufficialmente da Papa Pasquale II, che per l'occasione vi portò alcune reliquie di San Pietro.

## Architettura dell'abbazia

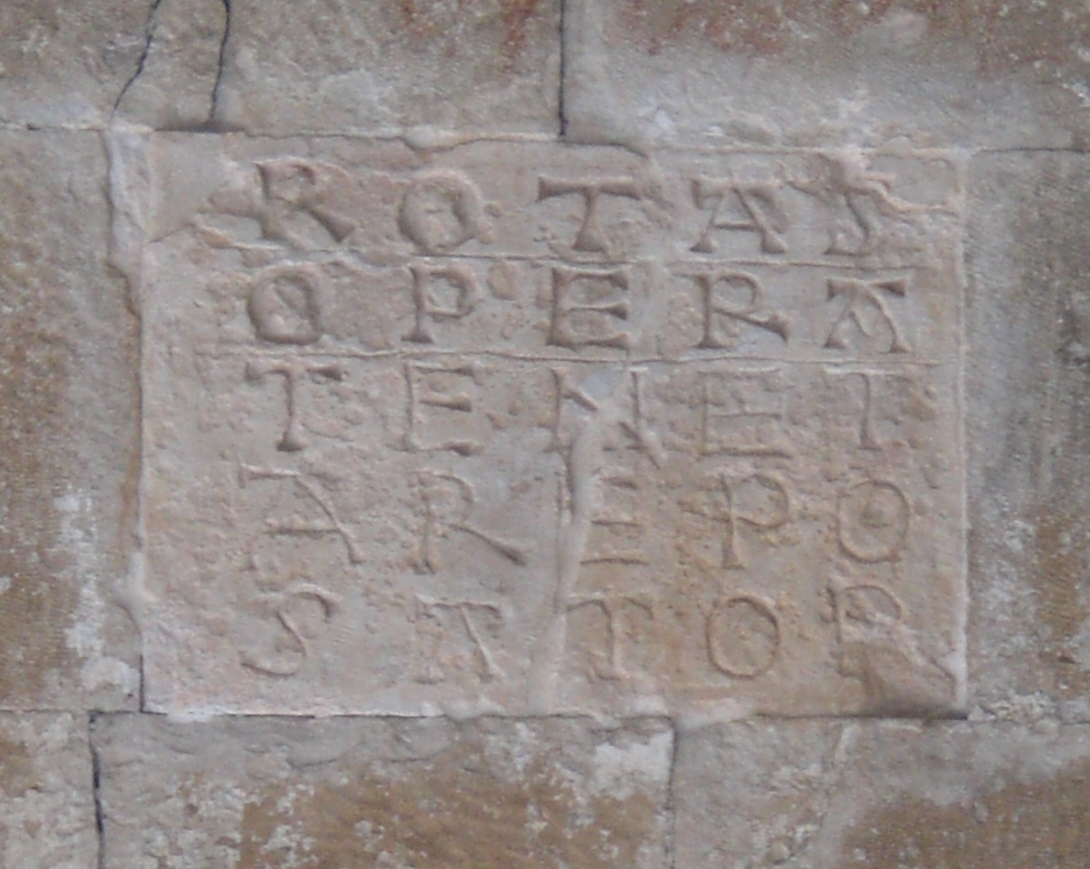
Quadrato del Sator

### Esterno
La facciata conserva la struttura originale con blocchi di pietra regolari fino all'altezza delle navate laterali.
Le lavorazioni si fanno risalire alle maestranze dell'abbazia di San Liberatore a Majella alla fine del 1100. La maggior parte delle sculture presentano motivi vegetali e nella lunetta del portale si trovano tracce di affreschi con l'immagine di San Pietro.
Sulla facciata della chiesa si trova una lapide, comunemente chiamata quadrato del Sator, con la scritta capovolta:

### Interno

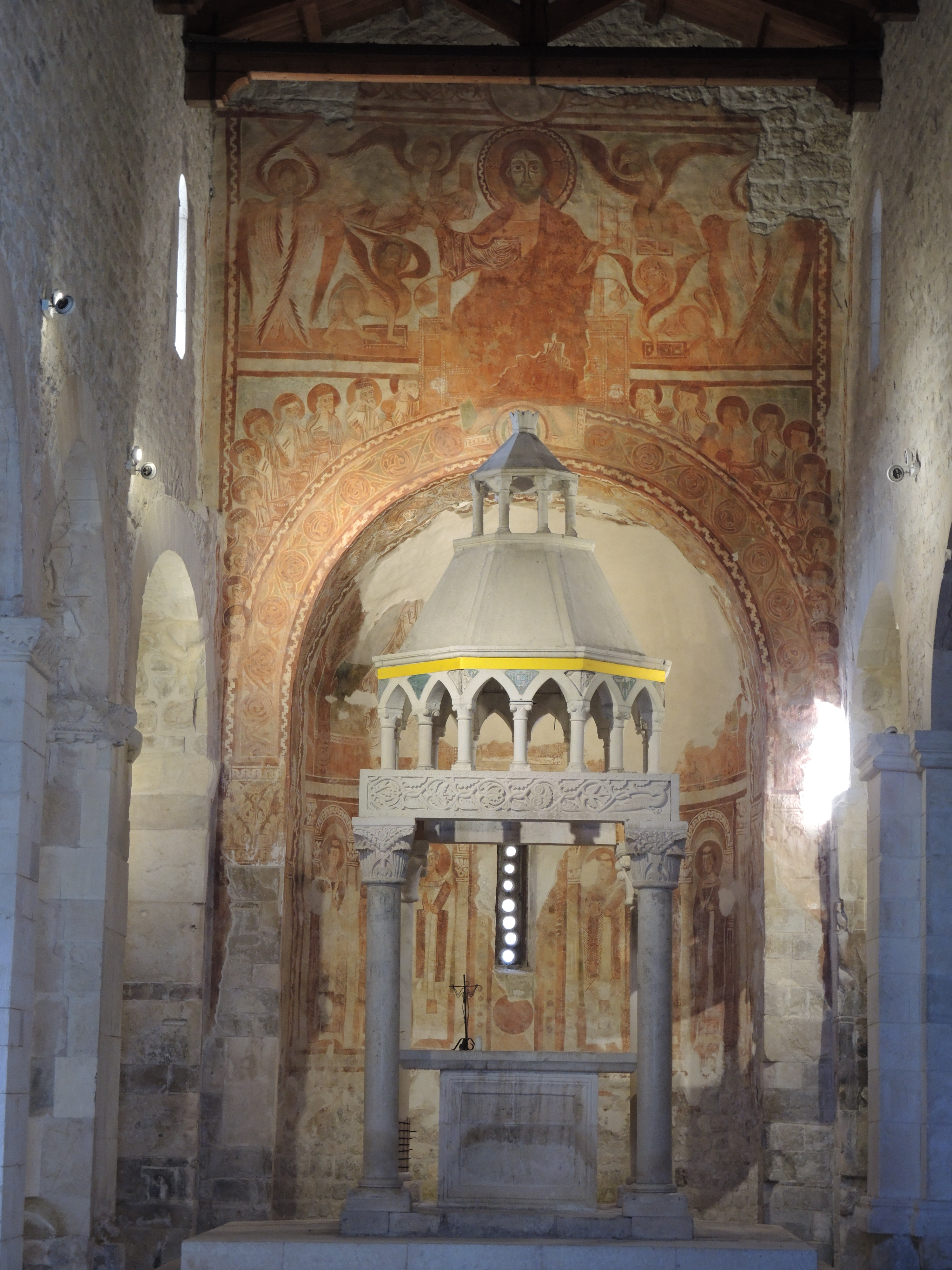
Presbiterio

La chiesa è a tre navate divise da due file di archi a tutto sesto poggianti su pilastri a base quadrata, con un'abside in fondo a ciascuna navata.
Gli archi, originariamente più alti degli attuali, furono successivamente ribassati, con lo spazio intermedio tra i vecchi ed i nuovi riempito da muratura in modo da isolare la navata centrale da quelle laterali, ormai in rovina.
Nel presbiterio si trovano un altare ed un ciborio del XIII secolo.
Nell'abside si conserva un ciclo di affreschi ed anche l'arco trionfale ospita tracce di un'immagine di Cristo con gli evangelisti ed i ventiquattro Vegliardi dell'Apocalisse.